# The Chase (película de 1994)
Con la poli en los talones (en inglés, The Chase) es una película estadounidense dirigida por Adam Rifkin, estrenada en 1994.

## Argumento
Jack Hammond (Charlie Sheen), es encarcelado por el robo a un banco que no había cometido, logrando escapar de camino a la cárcel. Durante su huida, para en una tienda, y es sorprendido por dos policías. Al verse sin salida, Jack toma como rehén a Natalie Voss (Kristy Swanson), hija de un millonario, así que cogen su coche (BMW E36) y huyen a toda velocidad por las carreteras del sur de California. Desde ese momento, Jack y Natalie se ven envueltos en una persecución que será el foco de atención de todos los medios.

## Reparto
| - Charlie Sheen como Jack Hammond. - Kristy Swanson como Natalie Voss. - Henry Rollins como oficial Dobbs. - Josh Mostel como oficial Figus. - Ray Wise como Dalton Voss. - Rocky Carroll como Byron Wilder. - Bree Walker como Wendy Sorenson. - Marshall Bell como Ari Josephson. - Claudia Christian como Yvonne Voss. - Natalia Nogulich como Frances Voss. | - Cary Elwes como Horsegroovy. - Flea como Dale. - Anthony Kiedis como Will. - Cassian Elwes como un productor. - Marco Perella como un oficial de policía. - John S. Davies como Corey Steinhoff. - R. Bruce Elliott como Frank Smuntz. - James R. Black como un oficial de policía. |